# Regió de Pwani
Pwani és una de les trenta regions administratives en les quals està dividida la República Unida de Tanzània. La seva principal població és la ciutat de Kibaha.

## Districtes
Aquesta regió es troba subdividida internament en sis districtes:
- Bagamoyo
- Kibaha
- Kisarawe
- districte de Mafia
- Mkuranga
- dirictee de Rufiji

## Territori i població
La regió de Pwani té una extensió de territori que abasta una superfície de 32.407 quilòmetres quadrats. A més aquesta regió administrativa té una població de 889.154 persones. La densitat poblacional és de 27,4 habitants per cada quilòmetre quadrat de la regió.